# Felix von Luschan
Felix Ritter von Luschan (Hollabrunn, Imperio Austriaco; 11 de agosto de 1854 - Berlín, República de Weimar; 7 de febrero de 1924) fue un antropólogo, etnólogo y arqueólogo austriaco creador de la Escala cromática de Von Luschan. 

## Biografía

### Primeros años
Von Luschan terminó el bachillerato en 1871 y se marchó a Viena a estudiar medicina y a París para estudiar antropología. Cuando se doctoró en 1878 tuvo que alistarse como médico en el ejército austriaco participando en la ocupación del valiato de Bosnia.
De 1880 a 1882 ejerció como médico en el Hospital General de Viena intercalando su labor con dos viajes a Licia junto al arqueólogo Otto Benndorf, que descubriría el Heroon de Trysa en una de esas expediciones, en 1881 y 1882. En 1882 se convierte en profesor de etnografía.
En 1883, mientras viajaba por Oriente junto a Carl Humann, encontró Zendjirli, la capital del reino arameo de Sam'al, que en varias excavaciones entre 1888 y 1902 fue desenterrada entre él y Robert Koldewey. También realizó en Siria y el sudeste de Anatolia estudios sobre antropología y etnología.
De ambas experiencias publicó en 1890 Die Tachtadschy und andere Aœberreste der altern Bevölkerung Lykiens (Los Tahtacı y otros restos de la antigua población de Licia).

### Trabajo en Berlín
En 1885, año de su boda con la hija del geólogo Ferdinand von Hochstetter, Emma; fue nombrado director adjunto del Museo Etnológico de Berlín que abriría sus puertas un año después. Aceptó el puesto con la esperanza de que de crear un sección de antropología biológica, pero en un principio Adolf Bastian, máximo mandatario del Museo, no la creó por creer que era una rama de la anatomía e incluso no se dedicaron recursos a la compra de material antropométrico.
En 1888 se doctoró en Filosofía en München y un año después se convirtió en profesor en la Universidad de Berlín en la que en 1911 sería profesor de antropología.
En 1904 fue nombrado director de la división africana y oceánica del Museo. Luschan negoció acuerdos con la Oficina Naval Alemana y envió instrucciones sobre la colección a los funcionarios de las colonias alemanas y reclutó viajeros cuyo trabajo se vio alterado por el sector evangélico. A la vez los viajeros intentaron sacar rédito del interés del Museo por los artefactos indígenas. Como director del museo berlinés tuvo varios enfrentamientos con el antropólogo Georg Thilenius, director del Museo de Etnología de Hamburgo, a causa de los fondos donados por el Estado y las maneras de actuar de cada entidad.

### Expediciones a África y Oceanía
En 1905 emprendió una expedición a Sudáfrica donde realizó un estudio de los khoisan y realizó conferencias para la Asociación Británica para el Avance de la Ciencia y la sudafricana. De lo estudiado en su viaje escribió varios artículos para la revista de etnología, entre los que destaca Bericht ueber eine Reise in Suedafrika (Informe de un viaje a Sudáfrica), en los analizaba las pinturas rupestres de Drakensberg, afirmaba que las herramientas de piedra creadas por los bosquimanos no tendrían mucha antigüedad ya que seguían fabricándolos y revisaba las afinidades raciales entre éstos y los pigmeos.
En 1914 fue invitado por Nueva Zelanda a estudiar a los maoríes, pero con el estallido de la Primera Guerra Mundial la invitación fue revocada.
Con el inicio de la Primera Guerra Mundial él y su pareja decidieron irse a vivir a Estados Unidos, en aquel momento neutral. Allí trató de afinar sus conclusiones registrando las características raciales de los afroamericanos. Basándose en esos trabajos afirmó el progreso de los negros estadounidenses desde la emancipación, consideraba que los afroamericanos eran el quid de un "problema racial" sin solución.

### Procedimientos y creación de la escala cromática
En sus investigaciones antropológicas, Luschan dio gran importancia a la craneología y dedicó gran parte de sus estudios a comparar la estructura ósea de los esqueletos descubiertos en  las excavaciones arqueológicas con la de las personas vivas. Estas investigaciones, junto al estudio de las peculiaridades lingüísticas, el aspecto físico y los hábitos y costumbres llevaron a la opinión, ya desechada, de que en la región de Asia Menor, Palestina y Siria se había desarrollado una raza primitiva que podía ser definida por su cráneo.

Escala cromática de von Luschan

Luschan creó un método para clasificar colores de piel que fue bautizada con su propio nombre: La La Escala von Luschan. Se trata de un equipo que usa 36 baldosas de cristal hosco que son cotejadas con el color de piel en una parte del cuerpo que no experimente exposición al sol.
La escala fue muy usada en la primera mitad del siglo XX, en los estudios de clasificación de la raza humana y antropometría, fue considerada problemática, aun por sus practicantes, pues era muy inconsistente y las  pruebas mostraban diferentes conclusiones sobre la misma persona. A principios de la década de 1950, comenzó a ser abandonada y fue reemplazada por métodos que usaban la reflectancia espectrofotometría.

### Legado
En 1911, en su charla en el Primer Congreso Universal Sobre Las Razas titulada Anthropological View of Race afirmaba: 

La cuestión del número de razas humanas ha perdido su razón de ser y se ha convertido más en objeto de especulación filosófica que de investigación científica. No tiene más importancia saber cuántas razas humanas existen que saber cuántos ángeles pueden bailar en la punta de una aguja. Nuestro objetivo ahora es averiguar cómo las razas antiguas y primitivas se desarrollaron a partir de otras, y cómo las razas han cargado o evolucionado a través de la migración y el mestizaje

Aunque comprometido con la reforma racial transatlántica y su rechazo a las teorías de una supremacía aria y antisemitas que le valieron el rechazo de los nazis en 1930, a partir de 1900 el concepto de "raza" de Luschan se vio gradualmente envuelto por el hereditarianismo y el darwinismo social. Además su posterior apoyo a la eugenesia, el darwinismo social y  colonialismo dejó el pensamiento de Luschan infravalorado y marginado por los posteriores estudiosos del pensamiento racial.
En el 2015 la Fundación del Patrimonio Cultural Prusiano comenzó a investigar restos óseos de Latinoamérica de los que se perdió la documentación durante los bombardeos a Berlín en la Segunda Guerra Mundial.

## Obras mas importantes
- Beitraege zur Voelkerkunde der deutschen Schutzbebiete (Contribuciones a la Etnología de los Protectorados alemanes) (1897)
- Anthropologie, Ethnographie und Urgeschichte (Antropología, Etnografía y Prehistoria) (1905)
- Völker, Russen, Sprachen (Etnias, Rusos, Lenguas) (1922)